# Jan Sapieha (mort en 1629)
Pour les articles homonymes, voir Jan Sapieha et Sapieha.
Jan Sapieha (mort en 1629), magnat polonais, membre de la famille Sapieha, staroste de Uświat.

## Biographie
Jan Sapieha est le fils de Jan Piotr Sapieha et de Zofia Wejcherówna.
Il est tué par son beau-père Jerzy Gintowt Dziewałtowski lors d'un duel, faisant suite à une dispute sur sa propre dot.

## Mariage
Jan Sapieha épouse Katarzyna Gintowt Dziewałtowska